# Mario vs. Donkey Kong (jeu vidéo)
 (mars 2023).
Si vous disposez d'ouvrages ou d'articles de référence ou si vous connaissez des sites web de qualité traitant du thème abordé ici, merci de compléter l'article en donnant les références utiles à sa vérifiabilité et en les liant à la section « Notes et références ».
Mario vs. Donkey Kong est un jeu vidéo de plate-forme et réflexion sorti en 2004 sur Game Boy Advance. Directement inspiré de Donkey Kong sorti en 1994 sur Game Boy, le jeu a été développé par Nintendo Software Technology et édité par Nintendo. Deux suite sont sorties sur Nintendo DS et portent le nom de Mario vs. Donkey Kong 2: March of the Minis et Mario vs. Donkey Kong : Pagaille à Mini-Land !.
Une réédition sur Nintendo Switch a été annoncée lors du Nintendo Direct du 14 septembre 2023 pour une sortie le 16 février 2024.

## Scénario
Alors que Donkey Kong regardait la télé, il voit une pub pour un tout nouveau jouet disponible en magasin: le Mini-Mario. Fonçant en ville pour s'en procurer un, il découvre malheureusement que le magasin de jouets est en rupture de stock de Mini-Marios.
Le gorille décide alors de piller un entrepôt de la Mario Toy Company (l'usine qui fabrique les jouets) de tout leur stock de Mini-Marios. Mario, témoin du vol, part alors à la poursuite de Donkey Kong pour récupérer les jouets volés.

## Système de jeu
Le jeu se joue en solo sur Game Boy Advance, tandis que la réédition Nintendo Switch propose également un mode à deux joueurs. Le but du jeu est de trouver une clé pour ouvrir une porte afin de délivrer un petit jouet à l’effigie de Mario appelé Mini-Mario. Les tableaux sont faits de telle sorte que le joueur doit faire preuve de réflexion pour parvenir à ses fins. En effet, il doit utiliser les différents mécanismes actionnés par des interrupteurs disséminés et faire preuve d'un vrai timing pour terminer le tableau car le temps est limité.
À la fin de chaque monde (composé d'un certain nombre de tableaux), le joueur doit terminer un niveau où il doit amener les Mini-Marios récupérés dans un coffre à jouets. Ces Mini-Marios lui servent ensuite de vie lors du combat de boss contre Donkey Kong.
La difficulté du jeu est bien dosée allant du très simple (tableau 1-1) au plus compliqué, sans pour autant être un jeu insurmontable. Le temps imparti n'est pas à négliger car dans certains tableaux, il est très court. Cela amène donc le joueur à refaire un certain nombre de fois le même tableau afin de trouver la bonne stratégie (tâches à effectuer en un minimum de temps) pour le terminer.
Après avoir fini le premier scénario, un second est disponible où le joueur doit désormais guider le mini Mario vers la porte car il possède la clé. Il répète tous les gestes du joueur et peut donc mourir à tout instant.

## Équipe de développement

### Nintendo Software Technology
- Producteur : Shigeki Yamashiro
- Executive Advisor : Claude Comair
- Game Director : Yukimi Shimura
- Game Design : Wing S. Cho

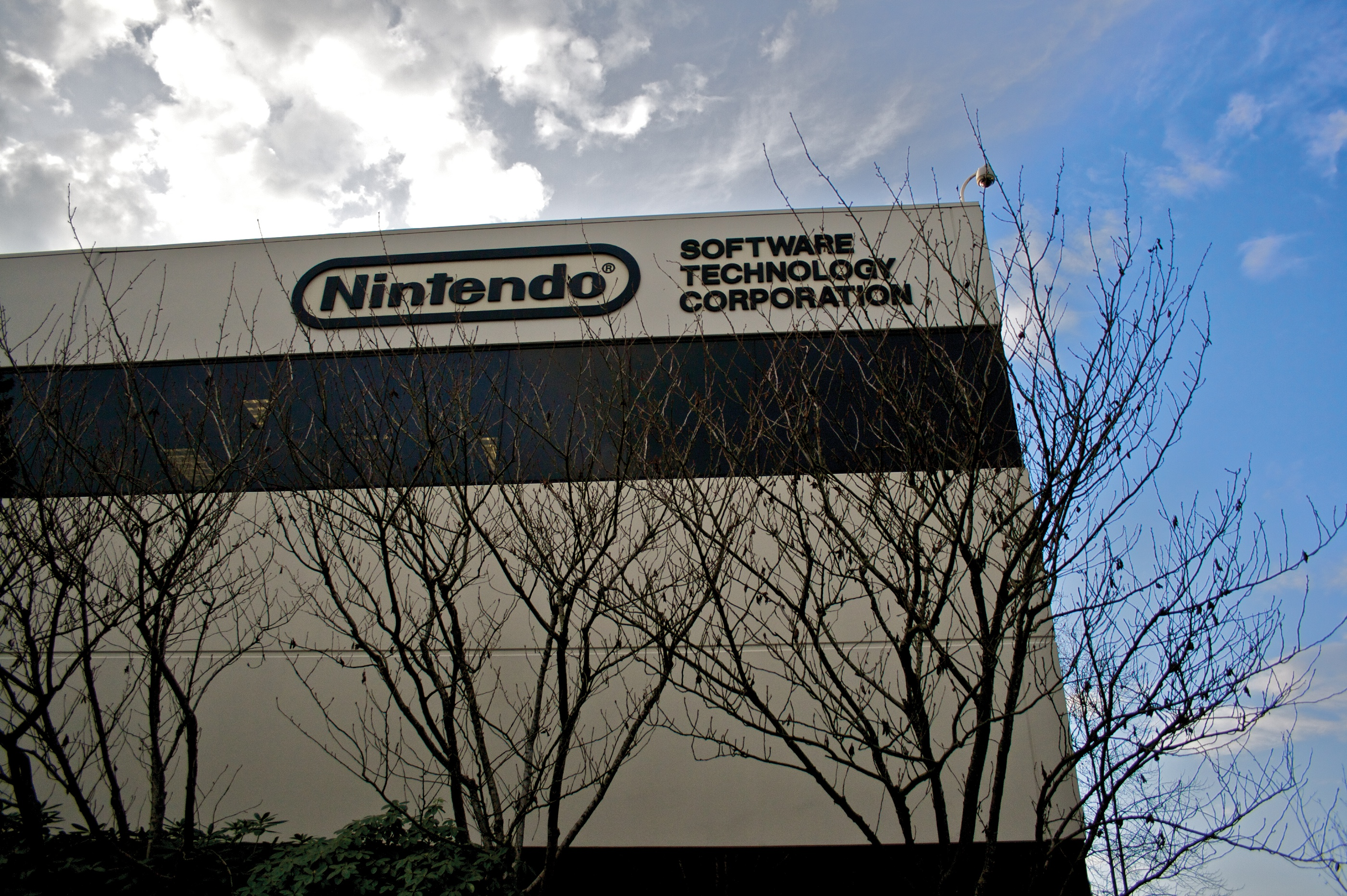
Mario vs. Donkey Kong est développé par Nintendo Software Technology, qui se trouve à Redmond dans l'État de Washington.

- Additional Game Design Support : Keith Friedly
- Engineering Director : Yoon Joon Lee
- Directeur artistique : Kunitake Aoki
- Artwork : Rocky Newton, Mark Trono
- Réalisateur audio / composition musicale : Lawrence Schwedler

### Nintendo
- Producteur exécutif : Satoru Iwata
- Producteur : Shigeru Miyamoto
- Producteurs associés : Yoshihito Ikebata, Tsutomu Koganezawa
- Superviseur artistique : Yoichi Kotabe
- Advisors : Koji Kondo, Tadashi Sugiyama, Shinya Takahashi